# 静岡市立籠上中学校
静岡市立籠上中学校（しずおかしりつ かごうえちゅうがっこう 英文表記:Kagoue Junior High School）は、静岡県静岡市葵区平和二丁目に所在する公立中学校。

## 沿革
- 1947年 - 旧静岡市男子国民学校（1886年静岡高等小学校として開校）から引継ぎ開校。
- 1952年 - 校歌制定
- 1965年 - 所在地が町名変更で「籠上新田」から「平和町」に改称。
- 1970年 - 体育館完成
- 1972年 - プール完成
- 1984年 - 所在地が住居表示実施で「平和町200番地の1」から「平和二丁目2番1号」に改称。
- 1988年 - 女子制服改定
- 2025年-夏服がポロシャツになりズボンが半ズボンになるあと自転車にかごを付けられるようになる

## 部活動
| - 陸上競技部 - サッカー部 - ソフトテニス部 （女子） - バレー部（男・女） | - 柔道部 - 剣道部 - 水泳（2025年廃部）部 - 吹奏楽部 - 美術部 |

## 小学校区
下記2校は当校と小中一貫グループである。
- 静岡市立井宮小学校
- 静岡市立井宮北小学校

## アクセス
- しずてつジャストライン安倍線・美和大谷線 籠上バス停から徒歩10分
- しずてつジャストライン西ヶ谷線 平和二丁目バス停から徒歩5分

## 著名な出身者
- ピエール瀧 - ミュージシャン、タレント、俳優、電気グルーヴメンバー
  - 『ピエール瀧のしょんないTV』第1回では「ザル中が生んだマルチタレント」と紹介された（ザル中は瀧が在校していた時期の通称、籠→笊(ザル)）
- 勝山基弘 - 写真家
- 木村友香 - 陸上競技選手
- スタンガン高村 - プロレスラー
- 高橋駿 - プロ野球選手